# Férfi 3x3 kosárlabdatorna a 2024. évi nyári olimpiai játékokon
A férfi 3x3 kosárlabdatornát a 2024. évi nyári olimpiai játékokon július 30. és augusztus 5. között rendezik. A 3x3 kosárlabda második alkalommal szerepelt az olimpiák történetében a játékok programjában. A mérkőzéseket Párizs belvárosában, a Concorde téren felállított pályán rendezték.
A torna a csoportkörrel kezdődött, amely során minden csapat játszott minden csapattal. Az első hat helyezett jutott tovább az egyenes kieséses szakaszba, ezek közül az első kettő közvetlenül az elődöntőbe került.

## Résztvevők
| Esemény                                                 | Dátum                | Helyszín  | Kvóta | Kvalifikált csapatok                                       |
| ------------------------------------------------------- | -------------------- | --------- | ----- | ---------------------------------------------------------- |
| Rendező                                                 | —                    | —         | 0     | —                                                          |
| FIBA 3x3 világranglista                                 | 2023. november 1.    | —         | 3     | Szerbia (SRB) · Egyesült Államok (USA) · Kína (CHN)        |
| 2024-es férfi 3x3 kosárlabda 1. olimpiai selejtezőtorna | 2024. április 12-14. | Hongkong  | 1     | Lettország (LAT)                                           |
| 2024-es férfi 3x3 kosárlabda 2. olimpiai selejtezőtorna | 2024. május 3-5.     | Ucunomija | 1     | Hollandia (NED)                                            |
| 2024-es férfi 3x3 kosárlabda olimpiai selejtezőtorna    | 2024. május 16-19.   | Debrecen  | 3     | Franciaország (FRA) · Litvánia (LTU) · Lengyelország (POL) |
| Összesen                                                |                      |           | 8     |                                                            |

## Csapatok
| Csapat                 | Játékosok        | Játékosok           | Játékosok           | Játékosok        |
| ---------------------- | ---------------- | ------------------- | ------------------- | ---------------- |
| Szerbia (SRB)          | Marko Branković  | Strahinja Stojačić  | Dejan Majstorović   | Mihailo Vasić    |
| Egyesült Államok (USA) | Jimmer Fredette  | Canyon Barry        | Kareem Maddox       | Dylan Travis     |
| Litvánia (LTU)         | Šarūnas Vingelis | Gintautas Matulis   | Aurelijus Pukelis   | Evaldas Džiaugys |
| Kína (CHN)             | Zhang Ning       | Lu Wenbo            | Zhao Jiaren         | Zhu Yuanbo       |
| Hollandia (NED)        | Jan Driessen     | Dimeo van der Horst | Arvin Slagter       | Worthy de Jong   |
| Franciaország (FRA)    | Lucas Dussoulier | Timothé Vergiat     | Jules Rambaut       | Franck Seguela   |
| Lettország (LAT)       | Nauris Miezis    | Kārlis Lasmanis     | Francis Lācis       | Zigmārs Raimo    |
| Lengyelország (POL)    | Filip Matczak    | Michał Sokołowski   | Przemysław Zamojski | Adrian Bogucki   |

## Csoportkör
| Hely. | Csapat                  | M | Gy | V | P+  | P–  | Pk  | Továbbjutás |
| ----- | ----------------------- | - | -- | - | --- | --- | --- | ----------- |
| 1.    | Lettország (LAT)        | 7 | 7  | 0 | 147 | 103 | +44 | Elődöntő    |
| 2.    | Hollandia (NED)         | 7 | 5  | 2 | 133 | 112 | +21 | Elődöntő    |
| 3.    | Litvánia (LTU)          | 7 | 4  | 3 | 134 | 125 | +9  | Negyeddöntő |
| 4.    | Szerbia (SRB)           | 7 | 4  | 3 | 129 | 123 | +6  | Negyeddöntő |
| 5.    | Franciaország (FRA) (R) | 7 | 3  | 4 | 131 | 132 | −1  | Negyeddöntő |
| 6.    | Lengyelország (POL)     | 7 | 2  | 5 | 116 | 139 | −23 | Negyeddöntő |
| 7.    | Egyesült Államok (USA)  | 7 | 2  | 5 | 116 | 138 | −22 |             |
| 8.    | Kína (CHN)              | 7 | 1  | 6 | 107 | 141 | −34 |             |

1. 1 2  Litvánia 20–18 Szerbia
2. 1 2  Egyesült Államok 17–19 Lengyelország

| 2024. július 30. 18:35 | Lettország (LAT) | 21–14 | Litvánia (LTU) | Concorde tér, Párizs Játékvezetők: Marek Maliszewski (POL), Jasmina Juras (SRB) |
| 2024. július 30. 18:35 | Jegyzőkönyv      |       |                | Concorde tér, Párizs Játékvezetők: Marek Maliszewski (POL), Jasmina Juras (SRB) |
| 2024. július 30. 18:35 | Miezis 9         | Pont  | Pukelis 8      | Concorde tér, Párizs Játékvezetők: Marek Maliszewski (POL), Jasmina Juras (SRB) |

| 2024. július 30. 19:05 | Kína (CHN)  | 16–21 | Hollandia (NED) | Concorde tér, Párizs Játékvezetők: Markos Michaelides (SUI), Najib Chajiddine (FRA) |
| 2024. július 30. 19:05 | Jegyzőkönyv |       |                 | Concorde tér, Párizs Játékvezetők: Markos Michaelides (SUI), Najib Chajiddine (FRA) |
| 2024. július 30. 19:05 | Zhang 7     | Pont  | De Jong 9       | Concorde tér, Párizs Játékvezetők: Markos Michaelides (SUI), Najib Chajiddine (FRA) |

| 2024. július 30. 22:05 | Lengyelország (POL) | 19–21 | Franciaország (FRA) | Concorde tér, Párizs Játékvezetők: Csabai-Kaskötő Brigitta (HUN), Vlad Ghizdareanu (ROU) |
| 2024. július 30. 22:05 | Jegyzőkönyv         |       |                     | Concorde tér, Párizs Játékvezetők: Csabai-Kaskötő Brigitta (HUN), Vlad Ghizdareanu (ROU) |
| 2024. július 30. 22:05 | Bogucki, Zamojski 6 | Pont  | Dussoulier 9        | Concorde tér, Párizs Játékvezetők: Csabai-Kaskötő Brigitta (HUN), Vlad Ghizdareanu (ROU) |

| 2024. július 30. 22:35 | Szerbia (SRB) | 22–14 | Egyesült Államok (USA) | Concorde tér, Párizs Játékvezetők: Vlad Ghizdareanu (ROU), Edmond Ho (HKG) |
| 2024. július 30. 22:35 | Jegyzőkönyv   |       |                        | Concorde tér, Párizs Játékvezetők: Vlad Ghizdareanu (ROU), Edmond Ho (HKG) |
| 2024. július 30. 22:35 | Branković 8   | Pont  | Maddox 6               | Concorde tér, Párizs Játékvezetők: Vlad Ghizdareanu (ROU), Edmond Ho (HKG) |

| 2024. július 31. 18:35 | Lettország (LAT) | 21–12 | Hollandia (NED) | Concorde tér, Párizs Játékvezetők: Csabai-Kaskötő Brigitta (HUN), Deanna Jackson (USA) |
| 2024. július 31. 18:35 | Jegyzőkönyv      |       |                 | Concorde tér, Párizs Játékvezetők: Csabai-Kaskötő Brigitta (HUN), Deanna Jackson (USA) |
| 2024. július 31. 18:35 | Lasmanis 8       | Pont  | de Jong 7       | Concorde tér, Párizs Játékvezetők: Csabai-Kaskötő Brigitta (HUN), Deanna Jackson (USA) |

| 2024. július 31. 19:05 | Szerbia (SRB) | 15–21 | Kína (CHN) | Concorde tér, Párizs Játékvezetők: Markos Michaelides (SUI), Dorothy Okatch (BOT) |
| 2024. július 31. 19:05 | Jegyzőkönyv   |       |            | Concorde tér, Párizs Játékvezetők: Markos Michaelides (SUI), Dorothy Okatch (BOT) |
| 2024. július 31. 19:05 | Majstorović 7 | Pont  | Zhang 11   | Concorde tér, Párizs Játékvezetők: Markos Michaelides (SUI), Dorothy Okatch (BOT) |

| 2024. július 31. 22:05 | Litvánia (LTU)      | 20–21 | Franciaország (FRA) | Concorde tér, Párizs Játékvezetők: Edmond Ho (HKG), Shi Qirong (CHN) |
| 2024. július 31. 22:05 | Jegyzőkönyv         |       |                     | Concorde tér, Párizs Játékvezetők: Edmond Ho (HKG), Shi Qirong (CHN) |
| 2024. július 31. 22:05 | Džiaugys, Pukelis 7 | Pont  | Rambaut 9           | Concorde tér, Párizs Játékvezetők: Edmond Ho (HKG), Shi Qirong (CHN) |

| 2024. július 31. 22:35 | Egyesült Államok (USA) | 17–19 | Lengyelország (POL) | Concorde tér, Párizs Játékvezetők: Jasmina Juras (SRB), Vlad Ghizdareanu (ROU) |
| 2024. július 31. 22:35 | Jegyzőkönyv            |       |                     | Concorde tér, Párizs Játékvezetők: Jasmina Juras (SRB), Vlad Ghizdareanu (ROU) |
| 2024. július 31. 22:35 | Barry, Travis 6        | Pont  | Bogucki 7           | Concorde tér, Párizs Játékvezetők: Jasmina Juras (SRB), Vlad Ghizdareanu (ROU) |

| 2024. augusztus 1. 10:05 | Hollandia (NED)          | 19–21 | Szerbia (SRB) | Concorde tér, Párizs Játékvezetők: Markos Michaelides (SUI), Csabai-Kaskötő Brigitta (HUN) |
| 2024. augusztus 1. 10:05 | Jegyzőkönyv              |       |               | Concorde tér, Párizs Játékvezetők: Markos Michaelides (SUI), Csabai-Kaskötő Brigitta (HUN) |
| 2024. augusztus 1. 10:05 | Van der Horst, De Jong 8 | Pont  | Branković 9   | Concorde tér, Párizs Játékvezetők: Markos Michaelides (SUI), Csabai-Kaskötő Brigitta (HUN) |

| 2024. augusztus 1. 10:35 | Kína (CHN)  | 8–22 | Lettország (LAT) | Concorde tér, Párizs Játékvezetők: Deanna Jackson (USA), Jasmina Juras (SRB) |
| 2024. augusztus 1. 10:35 | Jegyzőkönyv |      |                  | Concorde tér, Párizs Játékvezetők: Deanna Jackson (USA), Jasmina Juras (SRB) |
| 2024. augusztus 1. 10:35 | Zhang 6     | Pont | Lācis 8          | Concorde tér, Párizs Játékvezetők: Deanna Jackson (USA), Jasmina Juras (SRB) |

| 2024. augusztus 1. 13:25 | Litvánia (LTU) | 21–12 | Lengyelország (POL) | Concorde tér, Párizs Játékvezetők: Markos Michaelides (SUI), Deanna Jackson (USA) |
| 2024. augusztus 1. 13:25 | Jegyzőkönyv    |       |                     | Concorde tér, Párizs Játékvezetők: Markos Michaelides (SUI), Deanna Jackson (USA) |
| 2024. augusztus 1. 13:25 | Džiaugys 10    | Pont  | Bogucki 6           | Concorde tér, Párizs Játékvezetők: Markos Michaelides (SUI), Deanna Jackson (USA) |

| 2024. augusztus 1. 14:05 | Hollandia (NED) | 20–13 | Franciaország (FRA) | Concorde tér, Párizs Játékvezetők: Jasmina Juras (SRB), Csabai-Kaskötő Brigitta (HUN) |
| 2024. augusztus 1. 14:05 | Jegyzőkönyv     |       |                     | Concorde tér, Párizs Játékvezetők: Jasmina Juras (SRB), Csabai-Kaskötő Brigitta (HUN) |
| 2024. augusztus 1. 14:05 | van der Horst 8 | Pont  | Dussoulier 6        | Concorde tér, Párizs Játékvezetők: Jasmina Juras (SRB), Csabai-Kaskötő Brigitta (HUN) |

| 2024. augusztus 1. 19:05 | Egyesült Államok (USA) | 18–20 | Litvánia (LTU) | Concorde tér, Párizs Játékvezetők: Edmond Ho (HKG), Najib Chajiddine (FRA) |
| 2024. augusztus 1. 19:05 | Jegyzőkönyv            |       |                | Concorde tér, Párizs Játékvezetők: Edmond Ho (HKG), Najib Chajiddine (FRA) |
| 2024. augusztus 1. 19:05 | Barry 9                | Pont  | Pukelis 7      | Concorde tér, Párizs Játékvezetők: Edmond Ho (HKG), Najib Chajiddine (FRA) |

| 2024. augusztus 1. 19:35 | Kína (CHN)  | 17–22 | Lengyelország (POL) | Concorde tér, Párizs Játékvezetők: Najib Chajiddine (FRA), Vlad Ghizdareanu (ROU) |
| 2024. augusztus 1. 19:35 | Jegyzőkönyv |       |                     | Concorde tér, Párizs Játékvezetők: Najib Chajiddine (FRA), Vlad Ghizdareanu (ROU) |
| 2024. augusztus 1. 19:35 | Zhang 9     | Pont  | Zamojski 9          | Concorde tér, Párizs Játékvezetők: Najib Chajiddine (FRA), Vlad Ghizdareanu (ROU) |

| 2024. augusztus 1. 22:35 | Szerbia (SRB) | 19–16 | Franciaország (FRA) | Concorde tér, Párizs Játékvezetők: Edmond Ho (HKG), Marek Maliszewski (POL) |
| 2024. augusztus 1. 22:35 | Jegyzőkönyv   |       |                     | Concorde tér, Párizs Játékvezetők: Edmond Ho (HKG), Marek Maliszewski (POL) |
| 2024. augusztus 1. 22:35 | Majstorović 9 | Pont  | Seguela 7           | Concorde tér, Párizs Játékvezetők: Edmond Ho (HKG), Marek Maliszewski (POL) |

| 2024. augusztus 1. 23:05 | Egyesült Államok (USA) | 19–21 | Lettország (LAT) | Concorde tér, Párizs Játékvezetők: Najib Chajiddine (FRA), Vlad Ghizdareanu (ROU) |
| 2024. augusztus 1. 23:05 | Jegyzőkönyv            |       |                  | Concorde tér, Párizs Játékvezetők: Najib Chajiddine (FRA), Vlad Ghizdareanu (ROU) |
| 2024. augusztus 1. 23:05 | Barry 10               | Pont  | Miezis 10        | Concorde tér, Párizs Játékvezetők: Najib Chajiddine (FRA), Vlad Ghizdareanu (ROU) |

| 2024. augusztus 2. 10:05 | Litvánia (LTU) | 21–16 | Kína (CHN) | Concorde tér, Párizs Játékvezetők: Marek Maliszewski (POL), Csabai-Kaskötő Brigitta (HUN) |
| 2024. augusztus 2. 10:05 | Jegyzőkönyv    |       |            | Concorde tér, Párizs Játékvezetők: Marek Maliszewski (POL), Csabai-Kaskötő Brigitta (HUN) |
| 2024. augusztus 2. 10:05 | Džiaugys 9     | Pont  | Zhao 6     | Concorde tér, Párizs Játékvezetők: Marek Maliszewski (POL), Csabai-Kaskötő Brigitta (HUN) |

| 2024. augusztus 2. 10:35 | Lengyelország (POL) | 17–21 | Hollandia (NED) | Concorde tér, Párizs Játékvezetők: Deanna Jackson (USA), Jasmina Juras (SRB) |
| 2024. augusztus 2. 10:35 | Jegyzőkönyv         |       |                 | Concorde tér, Párizs Játékvezetők: Deanna Jackson (USA), Jasmina Juras (SRB) |
| 2024. augusztus 2. 10:35 | Zamojski 8          | Pont  | három játékos 6 | Concorde tér, Párizs Játékvezetők: Deanna Jackson (USA), Jasmina Juras (SRB) |

| 2024. augusztus 2. 13:25 | Hollandia (NED) | 19–18 | Litvánia (LTU) | Concorde tér, Párizs Játékvezetők: Deanna Jackson (USA), Jasmina Juras (SRB) |
| 2024. augusztus 2. 13:25 | Jegyzőkönyv     |       |                | Concorde tér, Párizs Játékvezetők: Deanna Jackson (USA), Jasmina Juras (SRB) |
| 2024. augusztus 2. 13:25 | De Jong 6       | Pont  | Pukelis 7      | Concorde tér, Párizs Játékvezetők: Deanna Jackson (USA), Jasmina Juras (SRB) |

| 2024. augusztus 2. 14:05 | Franciaország (FRA) | 20–22 | Lettország (LAT) | Concorde tér, Párizs Játékvezetők: Csabai-Kaskötő Brigitta (HUN), Marek Maliszewski (POL) |
| 2024. augusztus 2. 14:05 | Jegyzőkönyv         |       |                  | Concorde tér, Párizs Játékvezetők: Csabai-Kaskötő Brigitta (HUN), Marek Maliszewski (POL) |
| 2024. augusztus 2. 14:05 | Seguela 10          | Pont  | Miezis 10        | Concorde tér, Párizs Játékvezetők: Csabai-Kaskötő Brigitta (HUN), Marek Maliszewski (POL) |

| 2024. augusztus 2. 18:35 | Franciaország (FRA) | 19–21 | Egyesült Államok (USA) | Concorde tér, Párizs Játékvezetők: Shi Qirong (CHN), Edmond Ho (HKG) |
| 2024. augusztus 2. 18:35 | Jegyzőkönyv         |       |                        | Concorde tér, Párizs Játékvezetők: Shi Qirong (CHN), Edmond Ho (HKG) |
| 2024. augusztus 2. 18:35 | Seguela 7           | Pont  | Barry 16               | Concorde tér, Párizs Játékvezetők: Shi Qirong (CHN), Edmond Ho (HKG) |

| 2024. augusztus 2. 19:05 | Lettország (LAT)  | 21–14 | Szerbia (SRB) | Concorde tér, Párizs Játékvezetők: Markos Michaelides (SUI), Vlad Ghizdareanu (ROU) |
| 2024. augusztus 2. 19:05 | Jegyzőkönyv       |       |               | Concorde tér, Párizs Játékvezetők: Markos Michaelides (SUI), Vlad Ghizdareanu (ROU) |
| 2024. augusztus 2. 19:05 | Lācis, Lasmanis 8 | Pont  | Majstorović 7 | Concorde tér, Párizs Játékvezetők: Markos Michaelides (SUI), Vlad Ghizdareanu (ROU) |

| 2024. augusztus 2. 22:05 | Szerbia (SRB) | 21–12 | Lengyelország (POL) | Concorde tér, Párizs Játékvezetők: Edmond Ho (HKG), Najib Chajiddine (FRA) |
| 2024. augusztus 2. 22:05 | Jegyzőkönyv   |       |                     | Concorde tér, Párizs Játékvezetők: Edmond Ho (HKG), Najib Chajiddine (FRA) |
| 2024. augusztus 2. 22:05 | Majstorović 7 | Pont  | Bogucki 6           | Concorde tér, Párizs Játékvezetők: Edmond Ho (HKG), Najib Chajiddine (FRA) |

| 2024. augusztus 2. 22:35 | Kína (CHN)  | 17–21 | Egyesült Államok (USA) | Concorde tér, Párizs Játékvezetők: Kim Ga-in (KOR), Vlad Ghizdareanu (ROU) |
| 2024. augusztus 2. 22:35 | Jegyzőkönyv |       |                        | Concorde tér, Párizs Játékvezetők: Kim Ga-in (KOR), Vlad Ghizdareanu (ROU) |
| 2024. augusztus 2. 22:35 | Zhao 9      | Pont  | Barry 14               | Concorde tér, Párizs Játékvezetők: Kim Ga-in (KOR), Vlad Ghizdareanu (ROU) |

| 2024. augusztus 4. 17:30 | Franciaország (FRA)   | 21–12 | Kína (CHN) | Concorde tér, Párizs Játékvezetők: Jasmina Juras (SRB), Vlad Ghizdareanu (ROU) |
| 2024. augusztus 4. 17:30 | Jegyzőkönyv           |       |            | Concorde tér, Párizs Játékvezetők: Jasmina Juras (SRB), Vlad Ghizdareanu (ROU) |
| 2024. augusztus 4. 17:30 | Dussoulier, Rambaut 6 | Pont  | Zhang 4    | Concorde tér, Párizs Játékvezetők: Jasmina Juras (SRB), Vlad Ghizdareanu (ROU) |

| 2024. augusztus 4. 18:00 | Lengyelország (POL) | 16–22 | Lettország (LAT) | Concorde tér, Párizs Játékvezetők: Csabai-Kaskötő Brigitta (HUN), Edmond Ho (HKG) |
| 2024. augusztus 4. 18:00 | Jegyzőkönyv         |       |                  | Concorde tér, Párizs Játékvezetők: Csabai-Kaskötő Brigitta (HUN), Edmond Ho (HKG) |
| 2024. augusztus 4. 18:00 | Sokołowski 6        | Pont  | Miezis 13        | Concorde tér, Párizs Játékvezetők: Csabai-Kaskötő Brigitta (HUN), Edmond Ho (HKG) |

| 2024. augusztus 4. 18:35 | Litvánia (LTU) | 20–18 | Szerbia (SRB)  | Concorde tér, Párizs Játékvezetők: Markos Michaelides (SUI), Vlad Ghizdareanu (ROU) |
| 2024. augusztus 4. 18:35 | Jegyzőkönyv    |       |                | Concorde tér, Párizs Játékvezetők: Markos Michaelides (SUI), Vlad Ghizdareanu (ROU) |
| 2024. augusztus 4. 18:35 | Pukelis 10     | Pont  | Majstorović 10 | Concorde tér, Párizs Játékvezetők: Markos Michaelides (SUI), Vlad Ghizdareanu (ROU) |

| 2024. augusztus 4. 19:05 | Egyesült Államok (USA) | 6–21 | Hollandia (NED) | Concorde tér, Párizs Játékvezetők: Edmond Ho (HKG), Jasmina Juras (SRB) |
| 2024. augusztus 4. 19:05 | Jegyzőkönyv            |      |                 | Concorde tér, Párizs Játékvezetők: Edmond Ho (HKG), Jasmina Juras (SRB) |
| 2024. augusztus 4. 19:05 | három játékos 2        | Pont | De Jong 11      | Concorde tér, Párizs Játékvezetők: Edmond Ho (HKG), Jasmina Juras (SRB) |

## Egyenes kieséses szakasz
|  |              |                     |              |                  |                  |              |                     |                     |                 |                 |               |               |               |
|  | Negyeddöntők | Negyeddöntők        | Negyeddöntők |                  |                  | Elődöntők    | Elődöntők           | Elődöntők           |                 |                 | Döntő         | Döntő         | Döntő         |
|  | Negyeddöntők | Negyeddöntők        | Negyeddöntők |                  |                  | Elődöntők    | Elődöntők           | Elődöntők           |                 |                 | Döntő         | Döntő         | Döntő         |
|  | augusztus 4. | augusztus 4.        | augusztus 4. | augusztus 5.     | augusztus 5.     | augusztus 5. |                     |                     |                 |                 |               |               |               |
|  | augusztus 4. | augusztus 4.        | augusztus 4. | augusztus 5.     | augusztus 5.     | augusztus 5. |                     |                     |                 |                 |               |               |               |
|  | 4            | Szerbia (SRB)       | 19           | 1                | Lettország (LAT) | 14           |                     |                     |                 |                 |               |               |               |
|  | 4            | Szerbia (SRB)       | 19           | 1                | Lettország (LAT) | 14           |                     |                     |                 |                 |               |               |               |
|  | 5            | Franciaország (FRA) | 22           |                  |                  |              | Franciaország (FRA) | 21                  |                 |                 | augusztus 5.  | augusztus 5.  | augusztus 5.  |
|  | 5            | Franciaország (FRA) | 22           |                  |                  |              | Franciaország (FRA) | 21                  |                 |                 | augusztus 5.  | augusztus 5.  | augusztus 5.  |
|  |              |                     |              |                  |                  |              | Franciaország (FRA) | Franciaország (FRA) | 17              |                 |               |               |               |
|  |              |                     |              |                  |                  |              | Franciaország (FRA) | Franciaország (FRA) | 17              |                 |               |               |               |
|  | augusztus 4. | augusztus 4.        | augusztus 4. | augusztus 5.     | augusztus 5.     | augusztus 5. |                     |                     | Hollandia (NED) | Hollandia (NED) | 18            |               |               |
|  | augusztus 4. | augusztus 4.        | augusztus 4. | augusztus 5.     | augusztus 5.     | augusztus 5. |                     |                     | Hollandia (NED) | Hollandia (NED) | 18            |               |               |
|  | 3            | Litvánia (LTU)      | 21           | 2                | Hollandia (NED)  | 20           |                     |                     |                 |                 |               |               |               |
|  | 3            | Litvánia (LTU)      | 21           | 2                | Hollandia (NED)  | 20           |                     |                     |                 |                 |               |               |               |
|  | 6            | Lengyelország (POL) | 15           |                  |                  |              | Litvánia (LTU)      | 9                   |                 |                 | Bronzmérkőzés | Bronzmérkőzés | Bronzmérkőzés |
|  | 6            | Lengyelország (POL) | 15           |                  |                  |              | Litvánia (LTU)      | 9                   |                 |                 | Bronzmérkőzés | Bronzmérkőzés | Bronzmérkőzés |
|  |              |                     |              |                  |                  |              | augusztus 5.        |                     |                 |                 |               |               |               |
|  |              |                     |              |                  |                  |              |                     |                     |                 |                 |               |               |               |
|  |              |                     |              | Lettország (LAT) | Lettország (LAT) | 18           |                     |                     |                 |                 |               |               |               |
|  |              |                     |              | Lettország (LAT) | Lettország (LAT) | 18           |                     |                     |                 |                 |               |               |               |
|  |              |                     |              | Litvánia (LTU)   | Litvánia (LTU)   | 21           |                     |                     |                 |                 |               |               |               |
|  |              |                     |              | Litvánia (LTU)   | Litvánia (LTU)   | 21           |                     |                     |                 |                 |               |               |               |
|  |              |                     |              |                  |                  |              |                     |                     |                 |                 |               |               |               |

### Negyeddöntők
| 2024. augusztus 4. 21:30 | Litvánia (LTU)       | 21–15 | Lengyelország (POL) | Concorde tér, Párizs Játékvezetők: Jasmina Juras (SRB), Najib Chajiddine (FRA) |
| 2024. augusztus 4. 21:30 | Jegyzőkönyv          |       |                     | Concorde tér, Párizs Játékvezetők: Jasmina Juras (SRB), Najib Chajiddine (FRA) |
| 2024. augusztus 4. 21:30 | Džiagyus, Vingelis 9 | Pont  | Sokołowski 7        | Concorde tér, Párizs Játékvezetők: Jasmina Juras (SRB), Najib Chajiddine (FRA) |

| 2024. augusztus 4. 22:05 | Szerbia (SRB) | 19−22 | Franciaország (FRA) | Concorde tér, Párizs Játékvezetők: Vlad Ghizdareanu (ROU), Deanna Jackson (USA) |
| 2024. augusztus 4. 22:05 | Jegyzőkönyv   |       |                     | Concorde tér, Párizs Játékvezetők: Vlad Ghizdareanu (ROU), Deanna Jackson (USA) |
| 2024. augusztus 4. 22:05 | Stojacic 8    | Pont  | Rambaut 8           | Concorde tér, Párizs Játékvezetők: Vlad Ghizdareanu (ROU), Deanna Jackson (USA) |

### Elődöntők
| 2024. augusztus 5. 18:00 | Hollandia (NED) | 20–9 | Litvánia (LTU) | Concorde tér, Párizs Játékvezetők: Markos Michaelides (SUI), Deanna Jackson (USA) |
| 2024. augusztus 5. 18:00 | Jegyzőkönyv     |      |                | Concorde tér, Párizs Játékvezetők: Markos Michaelides (SUI), Deanna Jackson (USA) |
| 2024. augusztus 5. 18:00 | De Jong 8       | Pont | Pukelis 4      | Concorde tér, Párizs Játékvezetők: Markos Michaelides (SUI), Deanna Jackson (USA) |

| 2024. augusztus 5. 19:00 | Lettország (LAT) | 14–21 | Franciaország (FRA) | Concorde tér, Párizs Játékvezetők: Csabai-Kaskötő Brigitta (HUN), Edmond Ho (HKG) |
| 2024. augusztus 5. 19:00 | Jegyzőkönyv      |       |                     | Concorde tér, Párizs Játékvezetők: Csabai-Kaskötő Brigitta (HUN), Edmond Ho (HKG) |
| 2024. augusztus 5. 19:00 | Lasmanis 11      | Pont  | Dussoulier 9        | Concorde tér, Párizs Játékvezetők: Csabai-Kaskötő Brigitta (HUN), Edmond Ho (HKG) |

### Bronzmérkőzés
| 2024. augusztus 5. 21:30 | Lettország (LAT) | 18–21 | Litvánia (LTU) | Concorde tér, Párizs Játékvezetők: Markos Michaelides (SUI), Deanna Jackson (USA) |
| 2024. augusztus 5. 21:30 | Jegyzőkönyv      |       |                | Concorde tér, Párizs Játékvezetők: Markos Michaelides (SUI), Deanna Jackson (USA) |
| 2024. augusztus 5. 21:30 | Lasmanis 9       | Pont  | Vingelis 9     | Concorde tér, Párizs Játékvezetők: Markos Michaelides (SUI), Deanna Jackson (USA) |

### Döntő
| 2024. augusztus 5. 22:30 | Franciaország (FRA)   | 17–18 (h. u.) | Hollandia (NED) | Concorde tér, Párizs Játékvezetők: Vlad Ghizdareanu (ROU), Jasmina Juras (SRB) |
| 2024. augusztus 5. 22:30 | Jegyzőkönyv           |               |                 | Concorde tér, Párizs Játékvezetők: Vlad Ghizdareanu (ROU), Jasmina Juras (SRB) |
| 2024. augusztus 5. 22:30 | Dussoulier, Seguela 5 | Pont          | De Jong 7       | Concorde tér, Párizs Játékvezetők: Vlad Ghizdareanu (ROU), Jasmina Juras (SRB) |

## Végeredmény
| Helyezés | Csapat                 |
| -------- | ---------------------- |
| Arany    | Hollandia (NED)        |
| Ezüst    | Franciaország (FRA)    |
| Bronz    | Litvánia (LTU)         |
| 4.       | Lettország (LAT)       |
| 5.       | Szerbia (SRB)          |
| 6.       | Lengyelország (POL)    |
| 7.       | Egyesült Államok (USA) |
| 8.       | Kína (CHN)             |